# Black Hole (Griff)
Black Hole è un singolo della cantante britannica Griff, pubblicato il 18 gennaio 2021 come primo estratto dal mixtape di debutto One Foot in Front of the Other.

## Tracce
Testi e musiche di Sarah Faith Griffiths, Peter Rycroft e Frederik Castenschiold Eichen.
1. Black Hole – 3:20